# Salenia scrippsae
Salenia scrippsae is een zee-egel uit de familie Saleniidae.
De wetenschappelijke naam van de soort werd in 1964 gepubliceerd door Zullo & Allison.